# Ngepung (Sukapura)
Ngepung is een bestuurslaag in het regentschap Probolinggo van de provincie Oost-Java, Indonesië. Ngepung telt 1912 inwoners (volkstelling 2010).